# Connexió (minisèrie)
Connexió (originalment en gallec, Conexión; en portuguès, Conexão) és minisèrie de thriller dramàtic de 2009 dirigida per Leonel Vieira. Rodada a Galícia, està formada per dos capítols de vora 90 minuts cadascun. La sèrie explica històries de tràfic de drogues entre el nord de Portugal i Galícia, en una combinació de realitat i ficció. Es va emetre originalment a Televisión de Galicia el 14 i 15 d'abril de 2009 i al canal portuguès RTP1 el 19 i 20 de març 2011. La versió doblada al català es va estrenar el 12 de maig de 2012 a TV3. Es tracta d'una producció entre Continental Producciones, Prodigius Audiovisual i Stopline Films.

## Sinopsi
Quan les forces especials portugueses atrapen la trainera del patró Narciso amb una càrrega d'haixix marroquí, comencen els esdeveniments que desencadenaran la següent història: Marica Alberro, el cap de la família de traficants gallecs que perd la càrrega, encomana als seus fills Toni i Juan que prenguin les mesures necessàries perquè el vell pescador no els denunciï. D'altra banda, en Miguel Ángel i en José Baptista, dos petits empresaris portuguesos amb connexió amb el càrtel de Cali (Colòmbia), decideixen aprofitar l'ocasió per tractar d'expandir el seu negoci de tràfic de cocaïna, contractant la família Alberro. A l'aguait de totes aquestes maniobres estan en Rafael Marques i l'Alexandra Gomes, dos inspectors de la policia judicial portuguesa.

## Repartiment
- Ivo Canelas com a Miguel Ángel
- Francesc Garrido
- Mela Casal
- Cristovão Campos com a Nelson
- António Cordeiro com a Mestre Mário David
- Joaquim Nicolau com a Humberto
- Monti Castiñeiras com a Juan Alberro
- Xabier Deive com a Toni Alberro
- Muriel Sánchez com a Maria